# Antonio Miguel Díaz Rodríguez
Antonio Miguel Díaz Rodríguez (Alhendín, 24 d'agost de 1968) és un ciclista espanyol, ja retirat, que fou professional entre 1990 i 1996. En el seu palmarès destaca una victòria d'etapa a la Volta a Espanya de 1991, entre Lleó i Valladolid, que guanyà després d'una llarga escapada en què va superar a Mario Kummer.
Una vegada retirat passà a exercir tasques d'entrenador dels equips base a Andalusia.

## Palmarès
- 1989
  - 1r al Memorial Valenciaga
- 1991
  - Vencedor d'una etapa de la Volta a Espanya
- 1993
  - Vencedor d'una etapa de la Volta a Portugal

### Resultats al Tour de França
- 1990. 138è de la classificació general

### Resultats a la Volta a Espanya
- 1991. 78è de la classificació general. Vencedor d'una etapa
- 1992. 67è de la classificació general
- 1993. 41è de la classificació general
- 1994. 81è de la classificació general

### Resultats al Giro d'Itàlia
- 1996. Abandona